# Erich Hecke

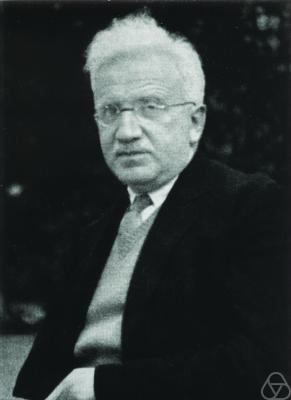
Erich Hecke

Erich Hecke (* 20. September 1887 in Buk (Provinz Posen); † 13. Februar 1947 in Kopenhagen) war ein deutscher Mathematiker, der hauptsächlich in den Gebieten der algebraischen Zahlentheorie und der Theorie der Modulformen arbeitete.

## Leben
Hecke studierte Mathematik und Naturwissenschaften zunächst an den Universitäten Breslau, später Berlin und Göttingen bei Edmund Landau und David Hilbert. 1910 promovierte er bei David Hilbert mit einer Arbeit über Hilberts Modulfunktionen in zwei Variablen, einem von Hilberts Problemen, nämlich nach Funktionen zu suchen, die in der Theorie algebraischer Zahlkörper und ihrer Erweiterungen dieselbe Rolle spielen wie die Exponentialfunktion im Kreisteilungskörper oder der elliptischen Modulfunktion bei imaginär quadratischen Zahlkörpern („Kroneckers Jugendtraum“). 1912 habilitierte er sich in Göttingen. 1915 erhielt er eine Professur in Basel, wechselte dann 1918 nach Göttingen und schließlich 1919 nach Hamburg. Von 1929 bis zu seinem Tod war er Mitherausgeber der angesehenen Mathematische Annalen. Hecke war an der Universität wegen seiner kritischen Haltung gegenüber der Nationalsozialisten bekannt. Während des Zweiten Weltkriegs war er wegen seiner offen zur Schau getragenen anti-nationalsozialistischen Haltung ständig in Gefahr verhaftet zu werden. Die unmittelbare Nachkriegszeit verbrachte er aufgrund der schlechten Versorgungslage im kriegszerstörten Hamburg in Dänemark bei Harald Bohr, wo er – schon von längerer Krankheit gezeichnet – 1947 starb. Hecke war einigen seiner Hamburger Kollegen sehr eng freundschaftlich verbunden, so dem Physiker Otto Stern, dem Astronomen Walter Baade und dem Physiker Wolfgang Pauli. Letzterer schrieb, nachdem er vom Tod Heckes erfahren hatte an dessen Witwe: „Für uns Zurückgebliebenen aber ist es sehr traurig. Sie wissen, wie viel mir die persönliche Beziehung zu Ihrem Mann bedeutet hat seit jenen für mich recht frohen Tagen in Hamburg. Es war eine menschliche Beziehung, die über das gemeinsame geistige und wissenschaftliche Interesse weit herausging. Etwas Gemeinsames war vorhanden in der gefühlsmäßigen Einstellung zu Menschen und zum Leben. […] ‚In vorgerückter Stunde‘ (wie er zu sagen pflegte), die wir oft bei Moselwein und Musik, manchmal sogar bis zum Sonnenaufgang spazierengehend verbrachten, da war dann von intimeren Dingen die Rede, welche sogar auch die religiöse Sphäre berührten.“
1917 zeigte Hecke, dass die Dirichlet-Zetafunktion (heute Dedekind-Zetafunktion genannt) algebraischer Zahlkörper (dort analog der Riemannschen ζ-Funktion definiert, nur Summe über die Normen der ganzen Ideale ungleich 0) in die ganze komplexe Zahlenebene (Variable s) analytisch fortsetzbar ist, einer Funktionalgleichung genügt und bei s=1 einen Pol erster Ordnung besitzt. Wie auch Riemann im klassischen Fall benutzt er dabei eine Darstellung als Thetafunktion (hier in zwei Variablen). Ebenfalls 1917 überträgt er das auf L-Funktionen algebraischer Zahlkörper (Zetafunktionen mit „Grössencharakteren“, die Dirichlets Charaktere verallgemeinern, „Hecke-Zetafunktion“). 1918 zeigt er aus der Lage der Nullstellen der Zetafunktion für imaginärquadratische Zahlkörper eine untere Grenze für das asymptotische Verhalten der Klassenzahlen, worauf eine ganze Reihe weiterer Arbeiten von Carl Ludwig Siegel, Hans Heilbronn u. a. folgten.
1926 führte er neue elliptische Modulfunktionen höherer Stufe ein und zeigte einen grundlegenden Zusammenhang (Hecke-Korrespondenz) mit den zugehörigen Dirichletreihen, der sich in der Existenz einer Funktionalgleichung ausdrückte. Die Verbindung von Modulformen und Zahlentheorie ist heute im Langlands-Programm ein zentrales Forschungsgebiet der Mathematik (siehe auch Hecke-Operator).
Hecke untersuchte auch den Zusammenhang von Modulformen und quadratischen Formen, was wie viele andere Arbeiten Heckes von Carl Ludwig Siegel aufgegriffen und ausgebaut wurde.
Nach ihm benannt sind die von ihm 1937 eingeführten Hecke-Operatoren, das sind spezielle lineare Operatoren (Matrizen) auf dem {\displaystyle \mathbb {C} }-Vektorraum der Modulformen. Ihre Eigenfunktionen sind genau die Modulformen, deren zugehörige Dirichletserien eine Euler-Produkt-Darstellung haben (siehe den Artikel Hecke-Operator). Wie Hecke vorher die Übertragung der Funktionalgleichung zwischen Modulformen und Dirichletreihen (Hecke-Korrespondenz) gezeigt hatte, wird hier die Übertragung der Euler-Produkt-Darstellung untersucht (also eine Art „Primzahl“-Analogon im Raum der Modulfunktionen). Die Hecke-Operatoren finden sich implizit schon in Arbeiten von Louis Mordell zur Ramanujanschen Tau-Funktion.
Hecke schrieb auch eine Reihe von Arbeiten über Integralgleichungen in der
kinetischen Gastheorie.
1936 hielt er einen Plenarvortrag auf dem Internationalen Mathematikerkongress in Oslo (Neuere Fortschritte in der Theorie der elliptischen Modulfunktionen). 1923 war er Präsident der Deutschen Mathematiker-Vereinigung.
Heckes wissenschaftlicher Nachlass wird vom Zentralarchiv deutscher Mathematiker-Nachlässe an der Niedersächsischen Staats- und Universitätsbibliothek Göttingen aufbewahrt.
Zu seinen Doktoranden gehören Heinrich Behnke, Bruno Schoeneberg, Hans Petersson, Hans Maaß, Kurt Reidemeister, Wilhelm Maak. 1918 wurde er zum korrespondierenden Mitglied der Göttinger Akademie der Wissenschaften und 1943 zum Mitglied der Leopoldina gewählt.

## Schriften
- Mathematische Werke. 1959. 3. Auflage. Vandenhoeck & Ruprecht, Göttingen 1983.
- Analysis und Zahlentheorie. Vorlesung. Hamburg 1920. Vieweg, 1987.
- Lectures on Dirichlet series, modular functions and quadratic forms. Vandenhoeck & Ruprecht, 1983.
- Vorlesung über die Theorie der algebraischen Zahlen. Akademische Verlagsgesellschaft, Leipzig 1923. Reprint: Chelsea 1948, 1970 (englisch, Springer 1981).
- Hecke „Höhere Modulfunktionen und ihre Anwendung in der Zahlentheorie“, Math.Annalen, Band 71, 1912, S. 1–37, Dissertation
- Hecke „Über die Konstruktion der Klassenkörper reell quadratischer Körper mit Hilfe von automorphen Funktionen“, Nachr.Gött. Akad., 1910, S. 619.
- Hecke „Über die Zetafunktion beliebiger algebraischer Zahlkörper“, Nachr.Gött.Akad. 1917, S. 77.
- Hecke „Über die L-Funktionen und den Dirichletschen Primzahlsatz für beliebige Zahlkörper“, Nachr.Gött.Akad. 1917
- Hecke „Über eine neue Art von Zetafunktion und ihre Beziehung zur Verteilung der Primzahlen“, 1. Mitteilung, Math.Zeitschrift, Band 1, 1918, S. 357–376.
- Hecke „Zur Theorie der elliptischen Modulfunktionen“, Math.Annalen, Band 97, 1927, S. 210–242.
- Hecke „Über analytische Funktionen und die Verteilung von Zahlen mod. eins“, Abhandlungen aus dem Mathematischen Seminar der Universität Hamburg, Band 1, 1922, S. 54–76.
- Hecke „Über die Bestimmung Dirichletscher Reihen durch ihre Funktionalgleichung“, Math.Annalen, Band 112, 1936, S. 664–669.
- Hecke „Über Modulfunktionen und die Dirichletschen Reihen mit Eulerscher Produktentwicklung“, Math.Annalen, Band 114, 1937, S. 1–28 (Hecke Operatoren), Teil 2, Band 114, S. 316–351, SUB Göttingen